# Rohingya
Rohingya ili Rohindža je naziv za etničku grupu koja živi u Sjevernoj državi Rakhine u zapadnom dijelu Mjanmara. Rohingye su uglavnom koncentrirane u tri sjeverna grada države Rakhine (nekoć poznate kao Arakan): Maungdawu, Buthidaungu i Rathedaungu. U manjem broju ih ima i u drugim dijelovima države Rakhine. Prema podacima iz 2011. godine, muslimansko stanovništvo čini 29% stanovništva države Rakhine.
Rohingya su indoarijski narod srodan Bengalcima, koji nastanjuje sjeverne dijelove države Rakhine u Mjanmaru. Po vjeri su muslimani, a govore rohingya jezikom koji pripada u indoarijsku grupu indoeuropske skupine jezika. Ukupno ih ima oko 2,000.000, od čega u Mjanmaru oko 1,300.000. 
Porijeklo Rohingya je predmet kontroverzi. Rohingyje vjeruju da su potomci autohtnog stanovništva koje se preobratilo na islam prije nekoliko stoljeća. Međutim, mjanmarska vlada to nikada nije htjela prihvatiti te ih nije priznala kao zasebnu etničku grupu, nego za njih koristi izraz "bengalski muslimani".
1961. godine nastalo je Pogranično Administrativno Područje Maju, u čiji sastav su ušli okruzi Maungdawu, Buthidaungu i dio okruga Rathedaungu. Ovo područje bilo je administrativno odvojeno od države Rakhine, a bilo je nastanjeno pretežno narodom Rohingya. Ukidanje ove administrativne jedinice uslijedilo je 1964. godine, kada se njeno područje uključuje u sastav države Rakhine .
Rohingyje su predmetom progona, a veliki broj ih je izbjegao u Bangladeš. Mjanmarska vlada je 1982. godine narodu Rohingya ukinula građanska prava. Sve do danas je ovaj narod u Mjanmaru izložen diskriminaciji i progonu. Preko 100,000 pripadnika naroda Rohingya živi u kampovima za interno raseljene osobe, koje im vlasti ne dopuštaju da napuste. Veliki broj ih živi i u izbjegličkim kampovima u Bangladešu.
Rohingya jezik pripada istočnoj podgrupi indijskih jezika, a njegovi govornici se mogu sporazumijevati s osobama koje govore čitagonški jezik u Bangladešu. Rohingyje koriste arapsko pismo, iako u posljednje vrijeme postoje pokušaji da se uvede latinica.
Rohingyje su prilično pobožni, pa je kod njih uobičajeno da muškarci nose brade, a da žene nose hidžab.